# Lugnut
Lugnut es un personaje ficticio de la serie Transformers Animated.

## Acerca del Personaje
Lugnut es uno de los Decepticons más grandes y fuertes pero también es el más ingenuo de todos y es totalmente leal a su gran líder Megatron. Solo tiene un ojo de color rojo, muy parecido a Shockwave.
Lugnut es el más fuerte de los principales Decepticons, con un sentido de lealtad absoluta a Megatron al punto del fanatismo religioso. Por desgracia, su devoción molesta al mismo Megatron, ya que a menudo otros Decepticons se burlaban de él. Él también tiene un rival, Shockwave, que también tiene lealtad a Megatron igualado y en comparación con los Lugnut. A pesar de que lleva una carga útil de mega-bombas y puede arrojar un napalm líquido con una precisión de láser, Lugnut prefiere más destruir a sus oponentes con sus propias manos. Donde se retracta de su mano, su sustitución por una almohadilla sensible a la presión antes de estrellarse contra el suelo para liberar una onda de choque con el poder de una bomba nuclear pequeña.
Según un representante de Cartoon Network, Lugnut fue inspirado en los gigantes cíclopes, aunque esto es negado por el creador del show.
La carta de escala lanzado para la serie indica Lugnut se encuentra a unos 12 metros de estatura.

## Ficha técnica
| Rango            | 8          |
| Fuerza           | 13         |
| Inteligencia     | 4          |
| Velocidad        | 8          |
| Resistencia      | 15         |
| Potencia de tiro | 6          |
| Destreza         | 13         |
| Estado           | Prisionero |

| Modo Alterno | Avión Bombardero Futurista muy similar al Bartini Beriev VVA-14, B-29 Superfortress y el Heinkel He 111 |

| Lema | "El que se revela contra Megatron conocerá una parte de mi mente.", "Todo lo hago en nombre de Megatron y la raza Decepticon.", "Los Decepticons gobernaran Cybertron y Megatron gobernara a todos los Decepticons." |

## Transformers Animated

### Primera temporada
Entre la tripulación Némesis, Lugnut abandonó el barco para evadir una explosión que se llevó a cabo la mayor parte de la Némesis.
En el Episodio Perdido y encontrado", Lugnut llegaría a la Tierra con Blitzwing, convencido de que aún vivía, mientras que Megatron permanecia casi desconectado en la tierra. Al ver que la lealtad Lugnut sería útil, Megatron que apenas su cabeza funcionaba ya podía hablar con Lugnut y el podía oír su voz, dando a otros la idea de que Lugnut estaba loco. Después de ser derrotado por los Autobots al intentar obtener Allspark Sari tiene la clave para que Megatron se levante, él y Blitzwing terminaeron en piezas a lo largo del lago Erie cuando Ratchet los disparo usando el cañón del Arca (Omega Supreme), al mismo tiempo algunas piezas de ambos como sus hombros y brazos se seccionaron de sus cuerpos, Starscream los encuentra tirados en el lago, ofreciéndoles reparación en la condición de que se comprometan su lealtad eterna a él. Sin embargo, estos 2 nunca prometieron su lealtad a Starscream, Lugnut recibió nuevas órdenes de Megatron para hacer otro intento para obtener de nuevo la llave, con la ayuda de Blitzwing lograron quitarle la llave a Ratchet y fueron en búsqueda de su líder en el edificio de Isaac Sumdac, para que puedan restaurar el cuerpo de Megatron. Posteriormente Megatron es restaurado y este decide dar un asalto en contra de los Autobots, Lugnut sería derrotado por Bulkhead, que usó su bola de demolición, al momento que iba a ser su "punch bomba" una rápida reacción de Bulkhead hizo que su "punch bomba" explotara en la cara de Lugnut.

### Segunda temporada
En "Basura entra, basura sale", Lugnut fue enviado por Megatron para localizar la energía Allspark, y se reunió con Wreck-Gar, que había sido traído a la vida por un fragmento de Allspark. Debido a su objetivo de senderismo, Lugnut estaba convencido de que el transformador sugestionables era un aliado y sin saberlo, lo convenció de ponerse del lado de los Decepticons, pero se frustra con facilidad por sus travesuras atolondrado. Wreck-Gar tarde derramado basura comer nanobots en Lugnut mientras estaba en el modo de reacción, y, malinterpretando su grito de "sacarlo de mí!", Individual su sección de cola, causando Lugnut a caer del cielo.
Después de eso, mientras él y Blitzwing comenzó a robar los suministros para el puente espacial Decepticon, se toparon con los Constructicons, pensando que eran Autobots. Después de los Constructicons hicieron el trabajo sucio por él y Lugnut, este último sólo un comentaron a la forma en que no se puede traer de vuelta Scrapper y Mixmaster de nuevo a las minas después de Blitzwing afirmaron que habían llegado con él y Lugnut. En las minas, Lugnut estaba a punto de usar su golpe en el Constructicons. Megatron se presentó. Sorprendido, Lugnut cayó hacia atrás, activó su punch bomb. Sin embargo, Megatron le pidió a Lugnut que no los mate debido a que ambos tenían grandes habilidades para ser otros sumisos Decepticons viendo así sus habilidades sorprendentes en la construcción Megatron les pide crear un puente espacial, ya que para eso Shockwave le informa a Megatron que el Autobot Bulkhead es especialista en crear puentes espaciales. Sin embargo Megatron mismo va y captura a Bulkhead para que este labora en la construcción del puente espacial.
Poco después del puente espacial estaba casi terminado, los Autobots encontraron el escondite de los Decepticons y trataron de detenerlos. Lugnut y Blitzwing atacaron a los Autobots al invadir su base subterránea, pero Lugnut terminó siendo esposado por Blurr.
Lugnut fue puesto en libertad poco después por los Constructicons y vitorearon cuando Megatron anunció que estarían invadiendo Cybertron usando el puente a través del espacio, pero fue interrumpido por la invasión de la nave Autobot. Cuando se dio a la tarea de detener a Omega Supreme, Lugnut comentó que el gran tamaño de Autobot no era rival para la gloria de su líder. En eso Slipstream inspirada para atacar las piernas de Omega. Lugnut, Blitzwing, Slipstream, Sunstorm y Ramjet intentaron detener a Omega Supreme, pero fue inútil. Sin embargo, por el disparo de su suministro de misiles en todo el enorme Autobot, los Decepticons empezaron a tener muchas dificultades para vencerlo, Lugnut fue derrotado volando muy lejos, a causa de su gran cañón láser.

### Tercera temporada
Lugnut sobrevivió a la última batalla que sostuvo contra los Autobots, y más tarde fue encontrado por los Autobots empieza una lucha brutal pero los Autobots son interrumpidos el profesor Sumdac deshabilitando los amortiguadores de señal Decepticon. Lugnut empieza a atacar, exigiendo el paradero de Megatron y destruyendo todo lo que está en el camino. Después de una breve batalla, los Autobots logran reducirlo con las esposas de éxtasis, pero descubrieron que este era demasiado pesado para sacarlo del bache que este creó. Cuando Bulkhead envió una llamada de socorro, Optimus Prime decidió ir hacia la ayuda en la pedía Isaac Sumdac y Optimus aseguro que Lugnut no iba a ninguna parte y se fue a rescatar a Bulkhead. Sin embargo a su regreso, encontraron la fosa vacía y Lugnut se halló fuera del alcance según el escáner de los Autobots. Había sido liberado por Ramjet, el clon mentiroso de Starscream, Lugnut prometió que nunca iba a revelar la humillante derrota de Megatron y este en cualquier momento juro vengarse de los Autobots.
Más tarde, Lugnut fue capturado por Lockdown y dado a Sentinel Prime a cambio de energon y piezas, junto con Blitzwing, Swindle y Sunstorm, el clon adulador de Starscream.
Su captura no duró mucho, sin embargo, como Sentinel Prime quien estaba dirigiendo la nave de la Guardia de Élite en una tormenta nebulosa, creando una reacción en cadena que libera a Swindle de su bloqueo de transformación. Cuando Lugnut le ordenó a liberar a los demás en nombre de su glorioso líder Megatron, Swindle estaba feliz de hacerlo en nombre de su mejor cliente Lugnut recupera su punch bomb por medio de Swindle, al igual que Sunstorm y Ramjet también recuperan sus blasters y debido a que Swindle no sabía diferenciar a los clones este les otorga unos cascos para poder reconocerlos. Los Decepticons fueron liberados y empezaron a atacar a los Autobots, pero no antes de que Sentinel Prime había enviado un SOS a Optimus Prime.
Cuando Optimus Prime llegó, se dirigió a los Decepticons en una segunda vuelta, finalmente liberar a los Autobots capturados. Su intento de escapar Lugnut llevó a hacer un agujero en la nave Autobot, ocasionando que todos salgan a la sala de ventilación en el espacio, donde los Autobots eran más limitados que los Decepticons ya que ellos poseen las habilidades de vuelo. Lugnut ordenó a sus compañeros para transformar y atacar, y atacó a ellos, pero al final fue arrojado Lugnut aparentemente a un rumbo desconocido, cuando Optimus utiliza a Sentinel como un garrote para derribarlo lejos ... que lleva a Lugnut de ser recogido por su glorioso líder Megatron quien estaba a bordo de Omega Supreme en su modo alterno.
Presentado en el interior de Omega Supreme, Lugnut había recuperado una célula de teletransportación, permitiendo que Megatron pueda recuperar el control de la nave.
Lugnut se apresuró a señalar los numerosos logros de Megatron, Starscream, exclama la forma en que ahora los dos tenían la libertad de ir y venir a su antojo y había recuperado la capacidad de transformar Omega. Sin embargo, Lugnut se molestó cuando Shockwave se unió a su tripulación, que no fue ayudado por Megatron refiriéndose a Shockwave como "mi siervo más leal". Rabia interior Lugnut fue divertido para Starscream ya que Lugnut le tenía muchos celos al espía Decepticon.
Como Shockwave trató de recuperar los códigos de activación de Omega Supreme, Arcee, Starscream incitado a Lugnut sobre Shockwave que este es un perro faldero de Megatron. Lugnut fácilmente cayó en la trampa, y empezó una pelea entre los dos gigantes púrpura mientras que Starscream regresa de nuevo a la Némesis. Megatron finalmente consiguió los calmar a los 2 y los envió a iniciar la construcción de tres clones de Omega Supreme. Shockwave después rompió los códigos de activación de Arcee y Starscream cuando trató nuevamente de destruir a Megatron, Lugnut lealmente saltó a la ayuda de su maestro Megatron ya que este por la ayuda de Starscream idealizó crear clones de Omega Supreme. Lugnut convirtió en el modelo en tres nuevas máquinas de guerra. Shockwave entonces descubrió que había un código de seguridad que falta, lo que requiere Lugnut era conectar a Omega Supreme para crear a los Lugnut Supreme que entre el funcionamiento, por lo que Lugnut tuvo que permanecer en la Luna, para activar a los clones púrpuras del gigantesco Autobot, mientras los gigantes púrpura mismos vuelan a la Tierra a bordo de Megatron para atacar a los Autobots.
Lugnut guio a los clones de Omega Supreme a la Tierra, donde continuó para felicitar a su gran y glorioso líder. Megatron estaba un poco impaciente. Sin embargo este le preguntó a Shockwave que si había una manera de que los Lugnut Supreme puedan ser controlados sin la dependencia de Lugnut. Shockwave tuvo el placer informar a su comandante que no había otra manera (Lo que muestra que aún sostenía su pequeña rivalidad con Lugnut). Después de tomar un golpeteo de Prime (armado con el martillo Magnus), un Lugnut Supreme se estrelló al aterrizar en la isla de los Dinobots. Megatron ordenó a Lugnut para regresar a la Luna, pero lamentablemente Lugnut le informó de los clones fueron demasiado dañados para volar, ya que un Lugnut Supreme fue derribado y destruido Megatron sale a atacar en su modo de helicóptero. Los Autobots después de derrotar a Shockwave, los Autobots finalmente logran recuperar el control de Omega Supreme, quien luego expulsa a Lugnut de la silla de control por la parte trasera, lo que le hace ir saltando lejos a lo largo de la superficie de la Luna.
Los Autobots logran derrotar a Lugnut, quien luego es capturado y con Megatron derrotado, Shockwave esposado los Lugnut Supreme destruidos y Starscream muerto cuando Prowl quien le robo un fragmento de Allspark. Sin embargo todos ellos fueron llevados de regreso a Cybertron Megatron y Shockwave al lado de Lugnut quienes todos ellos ya esta capturados y esposados, listos para que todos ellos pudieran respondan ante la justicia por sus crímenes que cometieron.